# Trichanthera
Trichanthera, biljni rod iz porodice primogovki smješten u podtribus Trichantherinae, dio tribusa Ruellieae, potporodica Acanthoideae. Sastoji se od dvije vrste drveća rasprostranjene po tropskoj Južnoj Americi i Panami 

## Opis
Manje drveće ili grmovi. Tipična vrsta T. gigantea je galaktagog, ljekovita i hranljiva materija koja pomaže lučenje mlijeka. 

## Vrste
1. Trichanthera corymbosa Leonard
2. Trichanthera gigantea (Bonpl.) Nees; tip.

## Sinonimi
- Trixanthera Raf.; Sylva Tellur.: 146 (1838), sphalm.